# Miss Petticoats
Miss Petticoats és una pel·lícula muda de la World Film Company dirigida per Harley Knoles i interpretada per Alice Brady i Robert Elliott, entre d'altres. La pel·lícula, basada en la novel·la homònima de Dwight Tilton es va estrenar el 31 de juliol de 1916.

## Argument
Agatha, coneguda com a “Miss Petticoats” és la filla d'un noble francès que va fugir amb una dona nord-americana als Estats Units i va morir poc després. Ara fa de molinera i viu amb el seu avi, el capità Joel Stewart, d'ençà que la seva mare també morís anys després. Mai ha conegut la seva ascendència noble ni que el seu pare tenia possessions al vell continent.
Un dia Agatha salva la vida de la rica Sarah Copeland la qual l'acull a casa seva i la fa la seva secretària personal. Ben aviat Guy Hamilton, el nebot desvagat de la senyora Copeland comença a anar-li al darrere creient que potser haurà de compartir l'herència amb ella. Hamilton té un affaire amb la jove senyora Courleigh i ella està gelosa, ja que creu que li pot prendre el lloc. Courleigh, comença a escampar el rumor que Agatha i Hamilton s'entenen. Quan aquest es nega a desmentir-ho es produeix un escàndol social de la noia. La senyora Courleigh escriu un anònim al capità Stewart explicant-li el pretès afer i es mor del xoc.
El reverend Harding, un jove capellà enamorat d'Agatha i que creu en la seva honradesa, renuncia a continuar en aquella comunitat després de fer un sermó denunciant la gent que crea falsos escàndals. A la vegada, el senyor Couleigh descobreix per unes cartes que la seva esposa li és infidel i denuncia Guy. A causa dels sermons i del marit irat, els dos amants fugen.

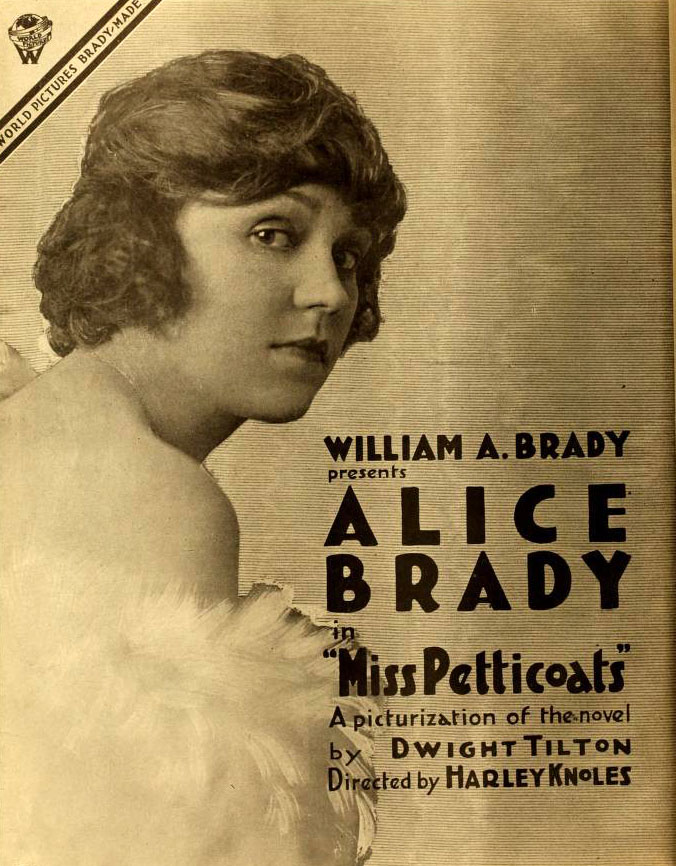
Anunci de la pel·lícula aparegut a la revista Moving Picture World el 1916

Sarah Copeland decideix apartar Agatha de totes les xafarderies i se l'emporta a Europa perquè s'eduqui allà durant alguns anys. Allà la noia descobreix el és una comtessa i és l'hereva d'una gran fortuna. Aleshores, ella i Sarah tornen a casa. Agatha perdona a tothom que havia cregut els rumors i es casa amb el reverend Ralph Harding. Hamilton i la senyora Courleigh queden arruïnats.

## Repartiment
- Alice Brady (Miss Petticoats)
- Arthur Ashley (Guy Hamilton)
- Isabel Berwin (Mrs. Sara Copeland)
- Robert Elliott (reverend Ralph Harding)
- Johnny Hines (Hank)
- Lila Chester (Mrs. Worth Courtleigh)
- Edward Kimball (capità Joel Stewart)
- Alec B. Francis (Worth Courtleigh)
- Charles K. Gerrard (comte Renier)
- Louis R, Grisel (capità Sykes)

## Producció
La pel·lícula va ser produïda per William A. Brady, que era el pare de l'actriu principal, Alice Brady. El rodatge va tenir lloc al poble de New Bedford a Massachusetts. Part de les escenes també es van fer dalt del balener Charles W. Morgan que va partir de New Bedford el 27 de juny de 1916 amb tot l'equip de la pel·lícula fins a 40 milles mar endins i s'hi va estar durant dues setmanes.